# Provincia de Aïn Témouchent
Aïn Témouchent (en árabe: ولاية عين تموشنت ), es una provincia costera del noroeste de Argelia. Su capital es la ciudad de Aïn Témouchent. Otras comunas de esta provincia son Aghlal y Ain Kihal.

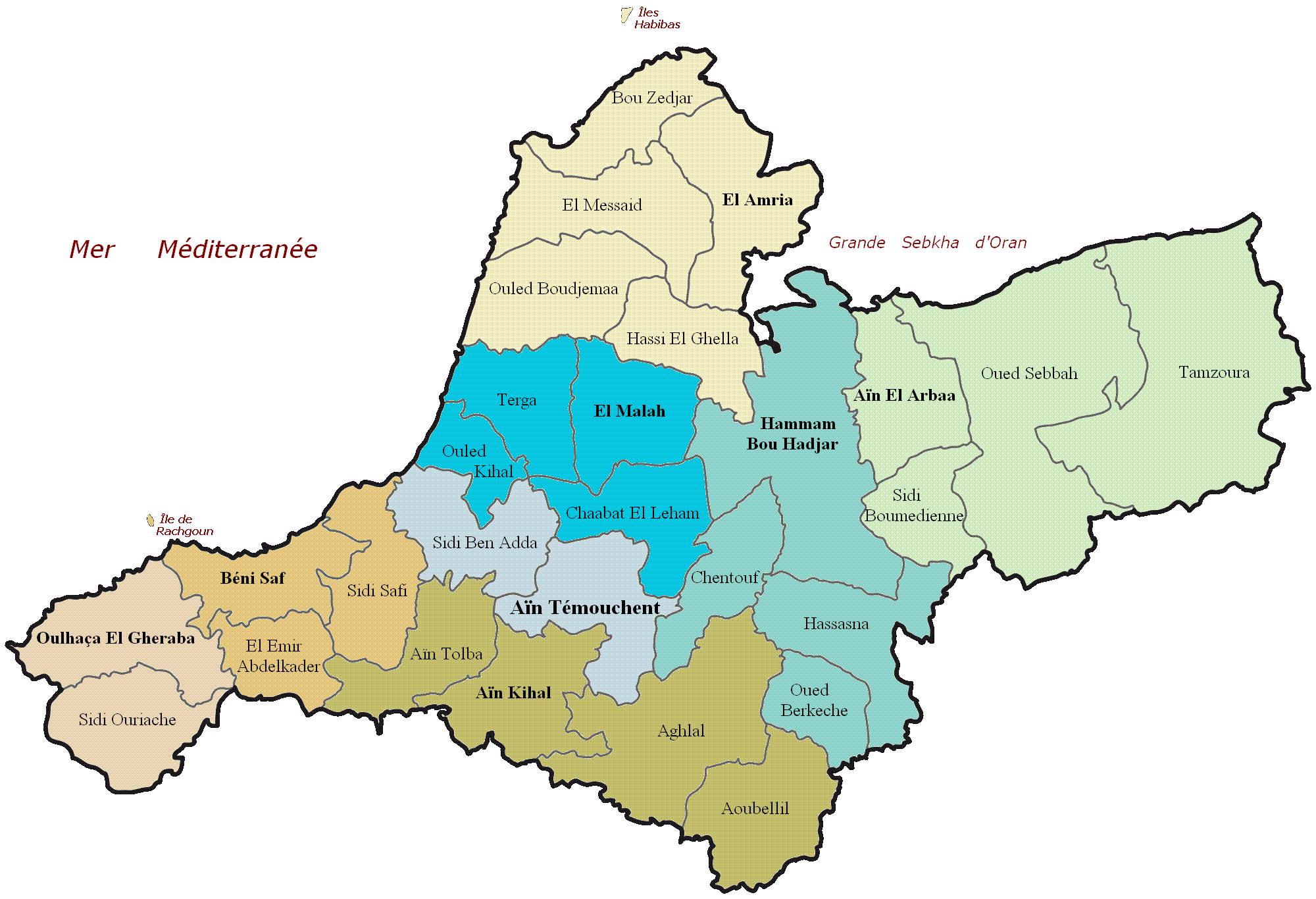
Mapa administrativo de la provincia de Aïn Témouchent

## Localidades con población de abril de 2008
- Aghlal 6,899
- Aïn El Arbaa 15,140
- Aïn Kihal 3,477
- Aïn Témouchent 72,940
- Aïn Tolba 12,485
- Aoubellil 4,722
- Béni Saf 42,284
- Bouzedjar 4,387
- Chaabat El Leham 14,219
- Chentouf 2,839
- El Amria 21,790
- El Emir Abdelkader 4,396
- El Malah 18,287
- El Messaid 4,362
- Hammam Bou Hadjar 33,939
- Hassasna 4,039
- Hassi El Ghella 11,700
- Oued Berkeche 4,192
- Oued Sabah 10,527
- Ouled Boudjemaa 6,013
- Ouled Kihal 9,256
- Oulhaça El Gheraba 15,419
- Sidi Ben Adda 13,598
- Sidi Boumedienne 3,264
- Sidi Ouriache 5,871
- Sidi Safi 7,512
- Tamzoura 9,599
- Terga 8,083

Para fines administrativos, Aïn Témouchent se divide en 8 dairas (distritos), los cuales son:
- Ain el-Arba
- Aïn Kihal
- Aïn Témouchent
- Beni Saf
- El Amria
- El Malah
- Hammam Bouhadjar
- Oulhaca el-Gherraba

Estos distritos se dividen a su vez en 38 baladiyahs (municipios) y son:
- Aghlal
- Ain El Arbaa
- Ain Kihal
- Aïn Témouchent
- Ain Tolba
- Aoubellil
- Beni Saf
- Bou Zedjar
- Chaabet El Ham
- Chentouf
- El Amria
- El Emir Abdelkader
- El Malah
- El Messaid
- Hammam Bouhadjar
- Hassasna
- Hassi El Ghella
- Oued Berkeche
- Oued Sabah
- Ouled Boudjemaa
- Ouled Kihal
- Oulhaca El Gheraba
- Sidi Ben Adda
- Sidi Boumedienne
- Sidi Safi
- Tadmaya
- Tamzoura
- Terga